# 笑福亭松五
笑福亭 松五（しょうふくてい しょうご、1981年10月22日 - ）は、大阪府東大阪市出身の落語家。所属事務所は松竹芸能。上方落語協会会員。本名は坂本 旭。 血液型はB型。

## 来歴
『上方落語名鑑ぷらす上方噺』（出版文化社）によると、京都学園大学最後の落研部員。笑福亭松枝の演じるネタ『莨の火』に感銘を受けて入門を決意。
趣味はホラー小説・民俗学関連の読書。
笛を得意とし、関西を中心に活動中の藤舎次生に師事している（同門に笑福亭喬若がいる）。
『コーラス』2007年6月号別冊付録に掲載された逢坂みえこによる『三枝・松枝二人会』のレポートマンガにも登場している。
花詩歌タカラヅカでの芸名は「片平 京（かたひら みやこ）」。

## 経歴
- 2003年6月 - 笑福亭松枝に入門。
- 2006年6月 - 年季明け。

## 受賞歴
第7回繁昌亭大賞輝き賞